# Miasta Czadu
Według danych oficjalnych pochodzących z 2010 roku Czad posiadał ponad 40 miast o ludności przekraczającej 1 tys. mieszkańców. Stolica kraju Ndżamena jako jedyne miasto liczyło ponad pół miliona mieszkańców; 2 miasta z ludnością 100–500 tys.; 1 miasto z ludnością 50–100 tys.; 8 miast z ludnością 25–50 tys. oraz reszta miast poniżej 25 tys. mieszkańców.

## Największe miasta w Czadzie
Największe miasta w Czadzie według liczebności mieszkańców (stan na 01.01.2010):
| Lp. | Miasto   | Region           | Liczba ludności |
| --- | -------- | ---------------- | --------------- |
| 1.  | Ndżamena | Szari-Bagirmi    | 1 092 066       |
| 2.  | Moundou  | Logon Zachodni   | 148 500         |
| 3.  | Sarh     | Szari Środkowe   | 119 400         |
| 4.  | Abéché   | Wadaj            | 78 200          |
| 5.  | Koumra   | Mandoul          | 47 950          |
| 6.  | Kélo     | Tandjilé         | 45 224          |
| 7.  | Mongo    | Guéra            | 40 233          |
| 8.  | Pala     | Mayo-Kebbi Ouest | 40 202          |
| 9.  | Am Timan | Salamat          | 31 400          |
| 10. | Bongor   | Mayo-Kebbi Est   | 29 400          |
| 11. | Doba     | Logon Wschodni   | 24 336          |

## Alfabetyczna lista miast w Czadzie
- Abéché
- Adré
- Am Timan
- Aouzou
- Ati
- Baïbokoum
- Bardaï
- Bébidjia
- Béboto
- Beinamar
- Bénoye
- Béré
- Biltine
- Bitkine
- Bokoro
- Bol
- Bongor
- Bousso
- Doba
- Dourbali
- Fada
- Faya
- Fianga
- Goundi
- Gounou Gaya
- Goz Beïda
- Guélengdeng
- Kélo
- Koumra
- Kyabé
- Laï
- Léré
- Mao
- Massaguet
- Massakory
- Massénya
- Melfi
- Moïssala
- Mongo
- Moundou
- Moussoro
- Ndżamena
- Ngama
- Oum Hadjer
- Pala
- Sarh